# Mond (film)
Mond (Engels: Moon) is een Oostenrijkse dramafilm uit 2024, geschreven en geregisseerd door Kurdwin Ayub. De film is het tweede deel van de regisseurs Sonne-Mond-Sterne-trilogie (Zon-Maan-Sterren). De hoofdrol wordt vertolkt door Florentina Holzinger.

## Verhaal
Sarah, een voormalig vechtsporter uit Wenen, krijgt een aanbod om als personal trainer te werken voor drie dochters van een rijke familie in Jordanië. Daar ontdekt ze een wereld die haar vreemd is, want de zussen wonen geïsoleerd van de buitenwereld en worden constant in de gaten gehouden, in een paleis achter muren en zonder internet. De zussen hebben weinig interesse in bokstraining en Sarah vraagt zich daarom af waarom ze is aangenomen.

## Rolverdeling
| Acteur               | Personage |
| -------------------- | --------- |
| Florentina Holzinger | Sarah     |
| Celina Antwan        | Fatima    |
| Andria Tayeh         | Nour      |
| Nagham Abu Baker     | Shaima    |

## Productie
Mond werd geproduceerd door Ulrich Seidl Filmproduktion, onder leiding van Steven Swirko en Phoenix Production Services verzorgde de productie in Jordanië. De film werd ondersteund door het Oostenrijks Filminstituut, Filmstandort Austria (FISA) en het Wiener Filmfonds, met steun van de Österreichischer Rundfunk.

### Filmopnames
De filmopnames vonden plaats gedurende 37 dagen, van 24 april tot 18 augustus 2023, in Oostenrijk en Jordanië.

## Release en ontvangst
Mond ging op 11 augustus 2024 in première op het Internationaal filmfestival van Locarno in de competitie voor het Gouden Luipaard en won de Prijs van de jury. De film werd acht maal genomineerd voor de Österreichischer Filmpreis 2025 (onder andere beste speelfilm en beste regie) maar won geen enkele prijs.

## Prijzen en nominaties
De belangrijkste:
| Jaar | Prijs                                   | Categorie                             | Genomineerde(n) | Uitslag     |
| ---- | --------------------------------------- | ------------------------------------- | --------------- | ----------- |
| 2024 | Internationaal filmfestival van Locarno | Gouden Luipaard                       | Kurdwin Ayub    | Genomineerd |
| 2024 | Internationaal filmfestival van Locarno | Prijs van de jury                     | Kurdwin Ayub    | Gewonnen    |
| 2024 | Europese filmprijzen                    | European University Film Award (EUFA) | Kurdwin Ayub    | Genomineerd |